# Clémont

Clémont este o comună în departamentul Cher, Franța. În 1 ianuarie 2022 avea o populație de 709 de locuitori.